# Willie Bryant
Willie Bryant, nato William Stevens Bryant (Chicago, 30 agosto 1908 – Los Angeles, 9 febbraio 1964), è stato un cantante, disc jockey e bandleader jazz statunitense, noto come il "Sindaco di Harlem".

## Biografia
Nato a Chicago, crebbe prendendo lezioni di tromba con scarso successo. Il suo primo lavoro nel campo dell'intrattenimento fu ballare nello Show delle Whitman Sisters nel 1926. Ha lavorato in diverse produzioni di vaudeville per diversi anni e nel 1934 apparve nello spettacolo Chocolate Revue con Bessie Smith.
Nel 1934 mise insieme la sua prima big band, che talvolta comprendeva Teddy Wilson, Cozy Cole, Johnny Russell, Benny Carter, Ben Webster, Eddie Durham, Ram Ramirez e Taft Jordan. Registrarono sei volte tra il 1935 e il 1938; Bryant canta su 18 dei 26 lati registrati.
Una volta che il suo gruppo si fu sciolto Bryant lavorò come attore e disc jockey. Ha registrato R&B nel 1945 e ha guidato un'altra grande jazz band tra il 1946 e il 1948. Durante i mesi di settembre e ottobre 1949 presentò Uptown Jubilee, un breve spettacolo di varietà tutto di neri sulla CBS-TV. Lo spettacolo andava in onda il martedì sera.
Negli anni '50 è stato il maestro di cerimonie dell'Apollo Theater di Harlem.
Morì di infarto cardiaco a Los Angeles, California il 9 febbraio 1964.